# Pavarolo
Pavarolo (piemontesisch Pavareul) ist eine Gemeinde in der italienischen Metropolitanstadt Turin (TO), Region Piemont.

## Lage und Einwohner
Pavarolo liegt 16 km östlich von Turin. Das Gemeindegebiet umfasst eine Fläche von 4 km² und hat 1167 Einwohner (Stand 31. Dezember 2024). Die Bevölkerung von Pavarolo sowie auch ihrer Nachbargemeinden erlitt bis 1970 aufgrund der Abwanderung und Urbanisierung in Richtung der Stadt Turin einen deutlichen Bevölkerungsrückgang. Seit den 1970er Jahren erlebt sie aber einen starken Anstieg, der mit einer bemerkenswerten Gebäudeerweiterung einherging, die durch die Stadtflucht vieler Turiner Einwohner begünstigt wurde.
Die Nachbargemeinden sind Gassino Torinese, Castiglione Torinese, Baldissero Torinese, Montaldo Torinese und Chieri.

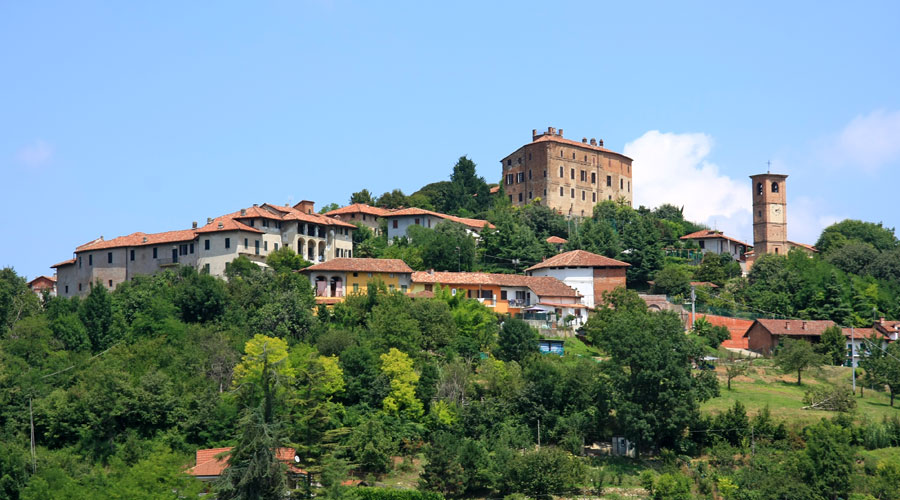
Panorama von Pavarolo

## Geschichte

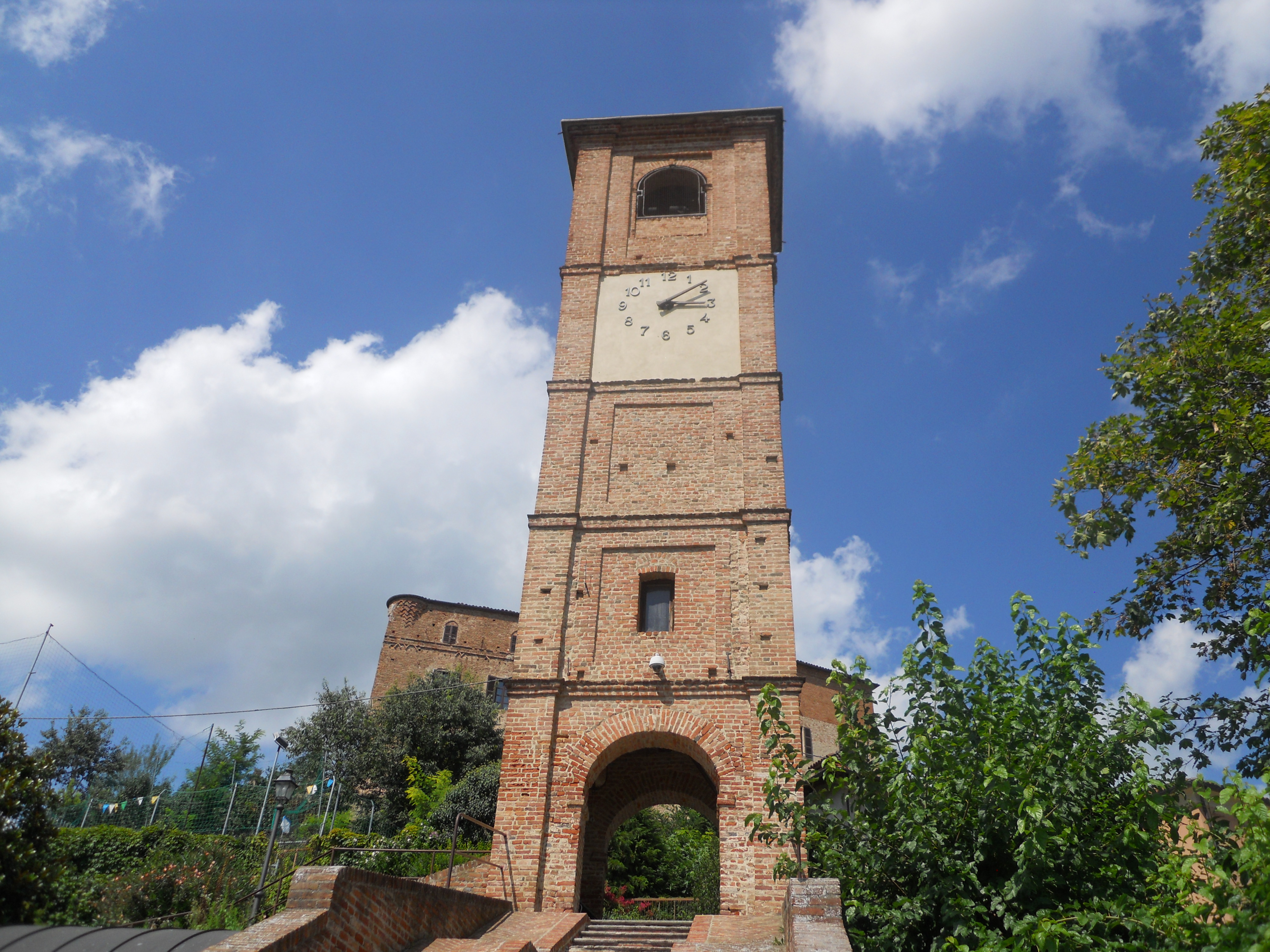
Der Turm von Pavarolo

Die erste Erwähnung des Ortes, seiner Burg und der Kapelle San Secondo geht auf ein kaiserliches Diplom aus dem Jahr 1047 durch Heinrich III. zurück. Darin bestätigte der Kaiser den Turiner Domherren von San Salvatore viele Besitztümer im Chieri-Gebiet.
Pavarolo ist in der Kunstwelt bekannt, weil der Maler Felice Casorati hier in den dreißiger Jahren ein kleines Anwesen erwarb, das ihm als Atelier diente. Nach seinem Tod lebte dort seine Witwe Daphne Maugham-Casorati, die diesen Raum als Atelier nutzte. Heute ist das Studio Casorati Gedenkstätte, Museum und Ausstellungsgebäude.

## Gemeindepartnerschaft
Le Cheylas, seit 1995